# Saint-Prix (Allier)
Saint-Prix település Franciaországban, Allier megyében. Lakosainak száma 785 fő (2022. január 1.). Saint-Prix Barrais-Bussolles, Billezois, Le Breuil, Droiturier, Lapalisse és Saint-Christophe-en-Bourbonnais községekkel határos.

## Népesség
A település népessége az elmúlt években az alábbi módon változott:
| Lakosok száma | 830  | 837  | 840  | 806  | 781  | 782  | 796  | 803  | 801  | 785  |
|               | 1968 | 1982 | 1990 | 2006 | 2013 | 2015 | 2017 | 2019 | 2020 | 2022 |